# Bülow Palais

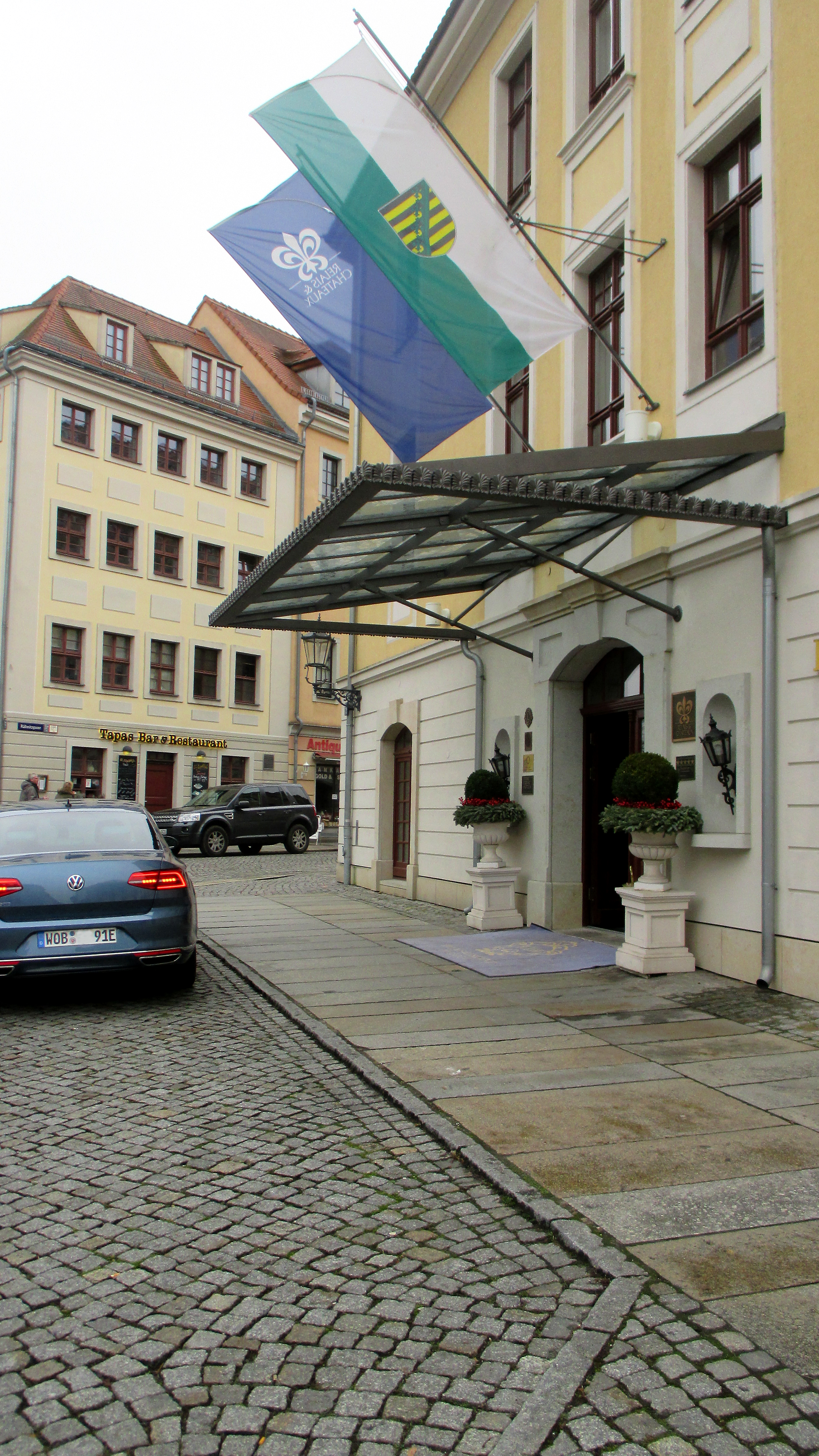
Bülow Palais, Königstraße, Dresdner Neustadt

Das Bülow Palais ist ein Luxushotel in Dresden. Das Viersterne-Schwester-Hotel Bülow Residenz befindet sich 170 Meter entfernt in einem restaurierten Kulturdenkmal.

## Bülow Palais
Das Bülow Palais wurde im Februar 2010 in der letzten Baulücke der Königstraße in Dresden erbaut. Die Dreikönigskirche liegt direkt gegenüber. Auf einem Teil der Baufläche des Bülow Palais stand vor seiner Zerstörung im Zweiten Weltkrieg das Pfarrhaus der Kirche. Die Fassade wurde den Original-Bürgerhäusern des Dresdner Barock im Barockviertel Königstraße angepasst. Das Hotel hat 46 Zimmer und zwölf Suiten auf drei Etagen.
Das Restaurant Caroussel, das von 2006 bis 2021  mit einem Michelin-Stern ausgezeichnet war, zog von der vorher eröffneten Bülow Residenz hierher. Von Mai 2013 bis 2021 war Benjamin Biedlingmaier Küchenchef. Der Name Caroussel bezieht sich auf historische Reiterschauspiele in Dresden.
Das Bülow Palais und die Bülow Residenz entstanden unter Mitwirkung des Schweizer Designers Carlo Rampazzi. Beide Hotels werden von Hoteldirektor Ralf J. Kutzner geleitet.

## Bülow Residenz
1730 wurde das Bürgerhaus in der Rähnitzgasse 19 vom Ratsbaumeister Johann Gottfried Fehre als repräsentatives Wohnhaus errichtet, nahe seinen anderen Baustellen: der Dreikönigskirche und der Augustusbrücke (Fehre vollendete 1738 auch die Frauenkirche). 1990 wurde das baufällige Haus vom Ehepaar Monika und Horst Bülow aus Stuttgart erworben und restauriert. Das Vier-Sterne-Hotel wurde 1993 eröffnet und hat 23 Zimmer sowie fünf Suiten.